# タツキ・マイアミ
タツキ・マイアミ（本名及び旧芸名：髙橋 竜基、1991年12月2日 - ）は、日本のお笑い芸人、筋肉タレント、元プロレスラー。山形県寒河江市出身。
芸人としてはグレープカンパニーに所属し、2021年5月31日まで吉村和彬とお笑いコンビ「あがすけ」として活動していた。
プロレスラーとしてはココ夏三郎（ココなつさぶろう）の名前で活動していた。

## お笑い芸人
2012年、山形南高校の同級生である吉村和彬と「あがすけ」を結成。
事務所ライブをはじめ、単独ではVシネマに出演していたが、芸人とは思えぬ筋肉量から、日清シスコ「ココナッツサブレ」発売50周年を記念したキャンペーンキャラクター「ココ夏三郎」の中の人に就任決定。キャラクター原案は私立恵比寿中学の中山莉子。後述するプロレスデビュー以降も、素顔で芸人活動を続けている。
2015年12月24日、芸名をタツキ・マイアミに改める。
フジテレビのさんまのお笑い向上委員会のモニター横芸人として活躍していた。
誰も知らないようなAV女優と付き合ったことがある。
日焼けサロンでアルバイトをしている。店員はタダで日焼けができるシステムになっている為、どの客よりも色黒だと自負している。
バイト中に一度、その筋の人から「ファイトマネー50万円で土佐犬と闘ってくれないか？」とオファーされたが、流石に断った。
2021年6月1日、自身のツイッターアカウントにて先月末をもってお笑いコンビ「あがすけ」を解散した事を発表、事務所を退所しフリーでタレント活動をしている。

## プロレスラー
ココナッツサブレを盛り上げるために何をすればよいのか、検討した結果「プロレスに挑戦する」こととなり、「ココ夏三郎」として全日本プロレス入団テストに合格。2015年6月から道場で練習を重ね、一度は脱走を試みるも、頑張りが認められ、2015年8月29日、後楽園ホール大会における金丸義信＆中島洋平戦でプロレスデビュー（パートナーは渕正信）。企業キャラクターとしては初めて団体正式所属となる。
デビュー戦には生みの親でもある中山莉子を含む私立恵比寿中学メンバーも駆け付けたが、12分22秒、金丸の逆エビ固めで沈んだ。
デビュー後しばらくはプロフィールが全日本プロレス公式サイトに残されていたが、2020年現在は削除されており、選手活動はしていない。

### 得意技
- ココナッツペガサス

## 出演

### テレビ
- マネもの（2015年10月10日、フジテレビ）
- トラの門スポーツ（2016年3月29日、テレビ東京）
- くりぃむナンチャラ（2017年9月22日、テレビ朝日）
- テレビ千鳥（2022年3月20日、テレビ朝日）

### ウェブテレビ
- スピードワゴンの月曜The NIGHT（2019年8月13日[11]、AbemaTV）